# Curtis Joseph
Curtis Shayne Joseph (né le 29 avril 1967 à Keswick en Ontario au Canada) est un gardien de but professionnel de hockey sur glace.

## Carrière en club
Joseph à sa naissance n'était pas désiré et sa mère, Wendy Munro, l'a abandonné cinq jours après sa naissance et l'a donné en adoption à Jeanne Joseph qui était infirmière auprès de Wendy à l'hôpital.
Il fut nommé Curtis en l'hommage de son père, Curtis Nickle. Il changera son nom Curtis Shayne Munro en Curtis Shayne Joseph après avoir signé avec les Blues de Saint-Louis.
À l'université, Joseph a d'abord joué pour les Hounds de Notre Dame de Wilcox en Saskatchewan (avec qui il gagne la Coupe Centennial) puis il joue pour l'université du Wisconsin et les Wisconsin Badgers. Malgré tout, il ne sera jamais choisi au cours d'un repêchage et signera en 1989 pour les Blues en tant qu'agent libre. Avant de commencer sa carrière dans la LNH il est envoyé dans la Ligue internationale de hockey pour apprendre le métier.
En 1992-1993, il finit troisième au vote pour le trophée Vézina derrière Ed Belfour et Tom Barrasso.  Deux ans plus tard, il rejoint les Oilers d'Edmonton puis en 1998, il rejoint les Maple Leafs de Toronto en tant qu'agent libre. Cette décision ne passera pas bien au niveau des fans même s'il atteint son meilleur niveau chez les Leafs.
En 1999 et 2000, il réalise de très bonnes saisons et faillit gagner le trophée Vézina à deux reprises. Finalement, il gagne le trophée King-Clancy pour son aura et son influence dans l'équipe et dans la ligue.
Après la saison 2002, il n'arrive pas à s'entendre avec Pat Quinn et signe un contrat avec les Red Wings de Détroit qui sont alors champions en titre de la Coupe Stanley.
En 2005, il rejoint les Coyotes de Phoenix en tant qu'agent libre. 
Le 28 octobre, il gagne son 400e match dans la LNH et à la fin de la saison 2005-2006, il est 6e de toute l'histoire de la LNH avec 424 victoires.
Le 17 décembre 2007, alors qu'il n'avait toujours pas joué une partie lors de la saison en cours, il fut nommé pour représenter le Canada lors de la Coupe Spengler 2007 alors qu'il compléta le duo de gardiens avec Wade Flaherty. L'équipe du Canada a remporté cette édition de la Coupe Spengler. Ce succès permit à Joseph de signer un contrat de la LNH avec les Flames de Calgary. Il joua sa première partie avec l'équipe contre les Oilers d'Edmonton, les Flames perdirent 5-0.
Le 20 février 2008, dans une victoire de 3 à 2 aux dépens des Stars de Dallas, il inscrit sa 447e victoire en carrière et rejoint par le fait même Terry Sawchuk au quatrième rang des gardiens de buts ayant le plus grand nombre de victoires dans l'histoire de la LNH.
Le 1er juillet 2008 il signe un contrat d'un an avec les Maple Leafs de Toronto. Après un an passé dans le club canadien, il se retrouve sans club pour la saison 2009-2010 et annonce la fin de sa carrière le 12 janvier 2010.

## Statistiques
| Saison     | Équipe                   | Ligue      |     | Saison régulière | Saison régulière | Saison régulière | Saison régulière | Saison régulière | Saison régulière | Saison régulière | Saison régulière | Saison régulière | Saison régulière |    | Séries éliminatoires | Séries éliminatoires | Séries éliminatoires | Séries éliminatoires | Séries éliminatoires | Séries éliminatoires | Séries éliminatoires | Séries éliminatoires | Séries éliminatoires |
| Saison     | Équipe                   | Ligue      | PJ  | V                | D                | Pr/N             | Min              | BC               | Moy              | % Arr            | Bl               | Pun              | PJ               | V  | D                    | Min                  | BC                   | Moy                  | % Arr                | Bl                   | Pun                  |                      |                      |
| 1989-1990  | Blues de Saint-Louis     | LNH        | 15  | 9                | 5                | 1                | 852              | 48               | 3,38             | 89,00            | 0                |                  | 6                | 4  | 1                    | 327                  | 18                   | 3,30                 | 89,2                 | 0                    |                      |                      |                      |
| 1989-1990  | Rivermen de Peoria       | LIH        | 23  | 10               | 8                | 2                | 1 241            | 80               | 3,87             |                  | 0                |                  | -                | -  | -                    | -                    | -                    | -                    | -                    | -                    | -                    |                      |                      |
| 1990-1991  | Blues de Saint-Louis     | LNH        | 30  | 16               | 10               | 2                | 1 710            | 89               | 3,12             | 89,8             | 0                |                  | -                | -  | -                    | -                    | -                    | -                    | -                    | -                    | -                    |                      |                      |
| 1991-1992  | Blues de Saint-Louis     | LNH        | 60  | 27               | 20               | 10               | 3 494            | 175              | 3,01             | 91,0             | 2                |                  | 6                | 2  | 4                    | 379                  | 23                   | 3,64                 | 89,4                 | 0                    |                      |                      |                      |
| 1992-1993  | Blues de Saint-Louis     | LNH        | 68  | 29               | 28               | 9                | 3 890            | 196              | 3,02             | 91,1             | 1                |                  | 11               | 7  | 4                    | 715                  | 27                   | 2,27                 | 93,8                 | 2                    |                      |                      |                      |
| 1993-1994  | Blues de Saint-Louis     | LNH        | 71  | 36               | 23               | 11               | 4 127            | 213              | 3,10             | 91,1             | 1                |                  | 4                | 0  | 4                    | 246                  | 15                   | 3,66                 | 90,5                 | 0                    |                      |                      |                      |
| 1994-1995  | Blues de Saint-Louis     | LNH        | 36  | 20               | 10               | 1                | 1 914            | 89               | 2,79             | 90,2             | 1                |                  | 7                | 3  | 3                    | 392                  | 24                   | 3,68                 | 86,5                 | 0                    |                      |                      |                      |
| 1995-1996  | Oilers d'Edmonton        | LNH        | 34  | 15               | 16               | 2                | 1 936            | 111              | 3,44             | 88,6             | 0                |                  | -                | -  | -                    | -                    | -                    | -                    | -                    | -                    | -                    |                      |                      |
| 1995-1996  | Thunder de Las Vegas     | LIH        | 15  | 12               | 2                | 1                | 874              | 29               | 1,99             | 92,9             | 1                |                  | -                | -  | -                    | -                    | -                    | -                    | -                    | -                    | -                    |                      |                      |
| 1996-1997  | Oilers d'Edmonton        | LNH        | 72  | 32               | 29               | 9                | 4 100            | 200              | 2,93             | 90,7             | 6                |                  | 12               | 5  | 7                    | 767                  | 36                   | 2,81                 | 91,1                 | 2                    |                      |                      |                      |
| 1997-1998  | Oilers d'Edmonton        | LNH        | 71  | 29               | 31               | 9                | 4 132            | 181              | 2,63             | 90,5             | 8                |                  | 12               | 5  | 7                    | 716                  | 23                   | 1,93                 | 92,8                 | 3                    |                      |                      |                      |
| 1998-1999  | Maple Leafs de Toronto   | LNH        | 67  | 35               | 24               | 7                | 4 001            | 171              | 2,56             | 91,0             | 3                |                  | 17               | 9  | 8                    | 1 011                | 41                   | 2,43                 | 90,7                 | 1                    |                      |                      |                      |
| 1999-2000  | Maple Leafs de Toronto   | LNH        | 63  | 36               | 20               | 7                | 3 801            | 158              | 2,49             | 91,5             | 4                |                  | 12               | 6  | 6                    | 729                  | 25                   | 2,06                 | 93,2                 | 1                    |                      |                      |                      |
| 2000-2001  | Maple Leafs de Toronto   | LNH        | 68  | 33               | 27               | 8                | 4 100            | 163              | 2,39             | 91,5             | 6                |                  | 11               | 7  | 4                    | 685                  | 23                   | 2,10                 | 92,7                 | 3                    |                      |                      |                      |
| 2001-2002  | Maple Leafs de Toronto   | LNH        | 51  | 29               | 17               | 5                | 3 065            | 114              | 2,23             | 90,6             | 4                |                  | 20               | 10 | 10                   | 1 253                | 48                   | 2,30                 | 91,4                 | 3                    |                      |                      |                      |
| 2002-2003  | Red Wings de Détroit     | LNH        | 61  | 34               | 19               | 6                | 3 566            | 148              | 2,49             | 91,2             | 5                |                  | 4                | 0  | 4                    | 289                  | 10                   | 2,08                 | 91,7                 | 0                    |                      |                      |                      |
| 2003-2004  | Griffins de Grand Rapids | LAH        | 1   | 1                | 0                | 0                | 60               | 1                | 1,00             | 95,2             | 0                |                  | -                | -  | -                    | -                    | -                    | -                    | -                    | -                    | -                    |                      |                      |
| 2003-2004  | Red Wings de Détroit     | LNH        | 31  | 16               | 10               | 3                | 1 708            | 68               | 2,39             | 90,9             | 2                |                  | 9                | 4  | 4                    | 518                  | 12                   | 1,39                 | 93,9                 | 1                    |                      |                      |                      |
| 2005-2006  | Coyotes de Phoenix       | LNH        | 60  | 32               | 21               | 3                | 3 424            | 166              | 2,91             | 90,2             | 4                |                  | -                | -  | -                    | -                    | -                    | -                    | -                    | -                    | -                    |                      |                      |
| 2006-2007  | Coyotes de Phoenix       | LNH        | 55  | 18               | 31               | 2                | 2 993            | 159              | 3,19             | 89,3             | 4                |                  | -                | -  | -                    | -                    | -                    | -                    | -                    | -                    | -                    |                      |                      |
| 2007-2008  | Flames de Calgary        | LNH        | 9   | 3                | 2                | 0                | 400              | 17               | 3,95             | 90,6             | 0                |                  | 2                | 1  | 0                    | 79                   | 1                    | 0,76                 | 97,0                 | 0                    |                      |                      |                      |
| 2008-2009  | Maple Leafs de Toronto   | LNH        | 21  | 5                | 9                | 1                | 841              | 50               | 3,57             | 86,9             | 0                |                  | -                | -  | -                    | -                    | -                    | -                    | -                    | -                    | -                    |                      |                      |
| Totaux LNH | Totaux LNH               | Totaux LNH | 943 | 454              | 352              | 96               | 54 054           | 2 516            | 2,79             | 90,6             | 51               |                  | 133              | 63 | 66                   | 8 105                | 327                  | 2,42                 | 91,7                 | 16                   |                      |                      |                      |

## Carrière internationale
Joseph a fait partie de l'équipe du Canada qui remporte la médaille d'or en 2002 aux Jeux olympiques à Salt Lake City aux États-Unis.
| Année | Équipe | Compétition          |   | PJ | V | D | Pr/N | Min | BC   | Moy | % Arr | Bl | Pun               |  | Résultat |
| 1996  | Canada | Championnat du monde | 8 |    |   |   | 409  | 12  | 1,76 |     | 2     |    | Médaille d'argent |  |          |
| 1996  | Canada | Coupe du monde       | 7 | 5  | 2 | 0 | 468  | 18  | 2,31 |     | 1     |    | Médaille d'or     |  |          |
| 1998  | Canada | JO                   | - | -  | - | - | -    | -   | -    | -   | -     | -  | 4e place          |  |          |
| 2002  | Canada | JO                   | 1 | 0  | 1 | 0 | 60   | 5   | 5,00 |     | 0     |    | Médaille d'or     |  |          |